# Список президентов футбольного клуба «Барселона»
На данной странице приведён список президентов футбольного клуба «Барселона», начиная от года основания клуба (1899) по настоящее время:
| - Жоан Гампер 1899-1901 - Бартомеу Террадас 1901—1902 - Пауль Хаас 1902—1903 - Артур Уитти Коттон 1903—1905 - Жосеп М. Солер 1905—1906 - Жули Мариал-и-Мундет 1906—1908 - Висенс Реч 1908 - Ганс (Жоан) Гампер Хессинг 1908—1909, 1910—1913, 1917—1919, 1921—1923, 1924—1925 - Отто Гмелинг 1909—1910 - Франсеск де Мошо-и-Сентменат 1913—1914 - Альвар Преста 1914 - Хоаким Перис де Варгас 1914—1915 - Рафаэль Льопарт-и-Видо 1915—1916 - Гаспар Росес-и-Арус 1916—1917 / 1920—1921 / 1930—1931 - Рикард Граэльс-и-Миро 1919—1920 - Эрик Кардона-и-Панелья 1923—1924 - Аркади Балагер-и-Коста 1925—1929 - Томас Росес-и-Иботсон 1929—1930 - Антони Оливер-и-Грас 1931 - Жоан Кома-и-Сарасольс 1931—1934 - Эстеве Сала-и-Каньядель 1934—1935 |  | - Хосеп Суньоль Каррига 1935—1936 - Энрике Пиньейро Керальт 1940—1942, 1942—1943 - Жозеп Видаль-Рибас-и-Гуэль 1942 - Жозеп Антони де Альберт-и-Мунтадас 1943 - Жозеп Вендрель-и-Феррер 1943—1946 - Агусти Монтал-и-Галобарт 1946—1952 - Энрик Марти-и-Каррето 1952—1953 - Франсеск Миро-Санс-и-Касакуберта 1953—1961 - Энрик Льяудет-и-Понса 1961—1968 - Нарсис де Каррерас-и-Гитерас 1968—1969 - Агусти Монталь-и-Коста 1969—1977 - Раймон Карраско-и-Аземар 1977—1978 - Хосеп Льюис Нуньес-и-Клементе 1978—2000 - Жоан Гаспар-и-Сольвес 2000—2003 - Энрик Рейна-и-Мартинес 2003 - Административный Комитет 2003 - Жоан Лапорта-и-Эструк 2003—2010 - Сандро Россель-и-Фелиу 2010—2014 - Жозеп Бартомеу 2014—2020 - Жоан Лапорта-и-Эструк 2021—н. в. |